# Helen Herron Taftová
Helen Louise Herron Taftová (2. června 1861, Cincinnati, Ohio – 22. května 1943, Washington, D.C.) byla manželkou 27. prezidenta USA Williama Howarda Tafta a v letech 1909 až 1913 vykonávala funkci první dámy USA.
Narodila se v majetné a vlivné rodině senátora Johna Williamsona Herrona a jeho ženy Harriet Collinsové Herronové. V mládí na pozvání tehdejšího prezidenta Rutherforda B. Hayese pobývala v Bílém domě. Poté vystudovala na Miami University v Ohiu germanistiku, literaturu, dějiny a chemii. Po škole vykonávala praxi v otcově právní kanceláři, chtěla se stát státní návladní, ale upustila od toho. Ze vzdoru se stala v roce 1881 učitelkou v místní soukromé škole a v roce 1844 spolu s přítelkyněmi založila diskuzní salon, právě zde se seznámila s právníkem Williamem Taftem. Dvojice se vzala v červnu 1886.
Snažila se manžela tlačit do politické kariéry, proto se stal generálním guvernérem Filipín, ona si dále budovala styky a konexe. V roce 1902 se manželé vrátili do Washingtonu, kde Taftovi, který v té době vykonával funkci ministra válek, dělala poradkyni. Roku 1907 začala shánět podporu pro manželovu prezidentskou kandidaturu, během volebního boje pracovala jako volební manažerka.
V roce 1909 byl její manžel jmenován prezidentem a ona se stala první prezidentovou manželkou, která doprovázela prezidenta po přísaze při slavnostní prohlídce, byla za to ve společnosti kritizována. Snažila se na sebe poutat pozornost - pořádala velkolepé bankety, jako první také nechala citovat ze svých rozhovorů v médiích. Podílela se na architektonickém ztvárnění hlavního města, často navštěvovala Kongres, kde sháněla politickou podporu pro manžela a pokoušela se ovlivňovat personální rozhodnutí.
V květnu 1909 utrpěla mrtvici, nemohla půl roku mluvit. Reprezentační povinnosti za ni plnila její dcera Helen. Bílý dům onemocnění tajil.
Vystupovala proti veřejnému působení žen, ale zasazovala se za volební právo žen, chtěla pouze aktivní volební právo (volit, nikoli být volen).
Po skončení manželova funkčního období se přestěhovali do New Havenu. V roce 1914 jako první prezidentova manželka vydala vlastní paměti Recollections of Full Years. Po smrti manžela v roce 1930 se uchýlila do ústraní a v roce 1943 zemřela.
Byla pohřbena na Arlingtonském národním hřbitově jako první First Lady, byla to velká pocta, které se po ní dostalo pouze Jacqueline Kennedyové.